# Evita (coloană sonoră)
Coloana sonoră pentru filmul Evita a fost al treilea album de acest tip înregistrat de Madonna, după Who's That Girl (1987) și I'm Breathless (1990). Deși ulterior a mai înregistrat piese pentru câteva filme, precum „Beautiful Stranger” (1999) pentru un film Austin Powers sau „Die Another Day” (2002) pentru un film Bond, acesta este ultimul album coloană sonoră al solistei.